# 膻中穴
膻中穴（だんちゅうけつ）は、任脈に属す第17番目の経穴である。元児、上気海ともいう。心包経の募穴。気会である。

## 部位
両乳頭を結ぶ線が、胸骨体正中線上と交わるところ、乳頭は第4肋間の高さ、乳中穴、天谿穴、神封穴、天池穴、輒筋穴、淵腋穴と同じ高さ

## 効能
乳汁不足、乳腺炎、狭心痛などに効く。

## 筋肉・神経・血管
知覚神経は肋間神経前皮枝、動脈は内胸動脈の枝が通る

## 名前の由来
膻は心臓の下にある膈膜、心包を指す。